# I Can't Go for That (No Can Do)
«I Can't Go for That (No Can Do)» es una canción del dúo estadounidense Hall & Oates. Escrita por Daryl Hall, John Oates y Sara Allen. Fue lanzada como el segundo sencillo de su décimo álbum de estudio, Private Eyes (1981). Cuenta con Charles DeChant en el saxofón.
En Estados Unidos se convirtió en el cuarto sencillo número uno de su carrera en el Billboard Hot 100. Llegó al número uno en la lista Hot Dance Club Play durante una semana en enero de 1982. "I Can't Go for That" también encabezó las listas de R&B y Radio & Records CHR/Pop Airplay. En el Reino Unido alcanzó el número ocho en la lista UK Singles Chart. En Canadá fue número uno de la RPM Adult Contemporary y número dos de la RPM Top Singles.
En Estados Unidos fue certificado Oro por la RIAA por envíos de un millón de unidades el 7 de enero de 1982. En el Reino Unido fue certificado Plata por el BPI el 1 de marzo de 1982 por envíos de 250.000 unidades.

## Posicionamiento en listas
| Lista (1981-1982)                                 | Máxima posición |
| ------------------------------------------------- | --------------- |
| Alemania (Offizielle Deutsche Charts)             | 72              |
| Australia (Kent Music Report)                     | 13              |
| Canadá (RPM Top Singles)                          | 2               |
| Canadá (RPM Adult Contemporary)                   | 1               |
| Irlanda (IRMA)                                    | 9               |
| Países Bajos (Mega Single Top 100)                | 13              |
| Nueva Zelanda (Recorded Music NZ)                 | 5               |
| Suecia (Sverigetopplistan)                        | 10              |
| Reino Unido (Official Charts Company)             | 8               |
| Estados Unidos (Billboard Hot 100)                | 1               |
| Estados Unidos (Adult Contemporary)               | 12              |
| Estados Unidos (Dance Club Songs) (Billboard)     | 1               |
| Estados Unidos Hot Soul Singles (Billboard)       | 1               |
| Estados Unidos (Mainstream Rock)                  | 28              |
| Estados Unidos (Radio & Records CHR/Pop Airplay ) | 1               |

## Personal
- Daryl Hall -  voz principal y coros, sintetizadores, caja de ritmos Roland CR-78
- John Oates - coros, guitarra eléctrica
- John Siegler - bajo
- Jerry Marotta - batería
- Charles DeChant - saxofón